# Kolokani
Kolokani – miasto w Mali; 54 100 mieszkańców (2006). Przemysł spożywczy, włókienniczy.